# Parada (Arcos de Valdevez)
Parada is een plaats (freguesia) in de Portugese gemeente Arcos de Valdevez en telt 321 inwoners (2001).

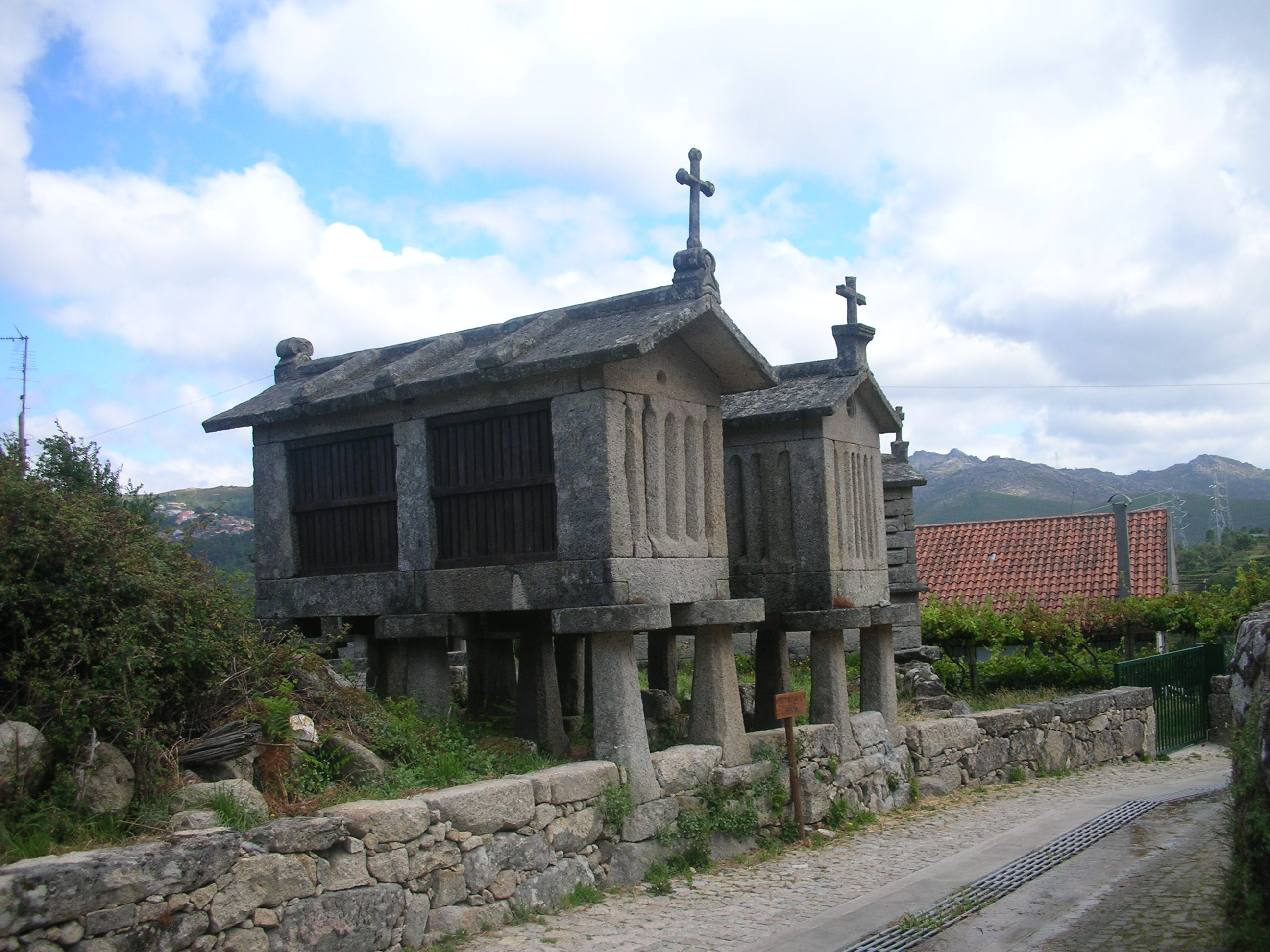
Parada

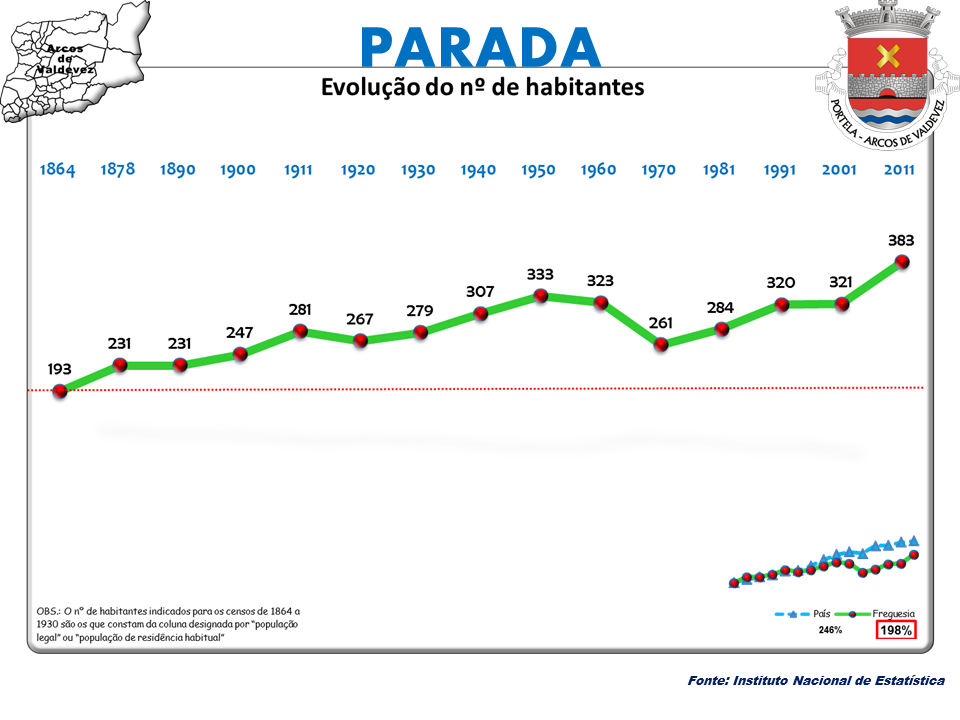
Bevolkingsontwikkeling tussen 1864 en 2011